# Ла Паз (Мексико)
Ла Паз (шп. La Paz) насеље је у Мексику у савезној држави Јужна Доња Калифорнија у општини Ла Паз. Насеље се налази на надморској висини од 27 м.

## Становништво
Према подацима из 2010. године у насељу је живело 215178 становника.

### Хронологија
| Година       | 2000                   | 2005                   | 2010                     |
| ------------ | ---------------------- | ---------------------- | ------------------------ |
| Становништво | 162954 (80946 / 82008) | 189176 (93910 / 95266) | 215178 (106938 / 108240) |

### Попис
| \| \| м \| \| \| ж \| \| 0—2 \| 5.266 \| \| \| 5.222 \| \| 3—5 \| 5.464 \| \| \| 5.177 \| \| 6—11 \| 11.280 \| \| \| 10.879 \| \| 12—14 \| 5.473 \| \| \| 5.367 \| \| 15—17 \| 5.873 \| \| \| 5.658 \| \| 18—24 \| 14.080 \| \| \| 13.764 \| \| 60+ \| 7.922 \| \| \| 9.107 \| \| Просек : \| 30,2 \| \| \| 30,9 \| |        |  |  |        |
| |        |  |  |        |
| | м      |  |  | ж      |
| 0—2 | 5.266  |  |  | 5.222  |
| 3—5 | 5.464  |  |  | 5.177  |
| 6—11 | 11.280 |  |  | 10.879 |
| 12—14 | 5.473  |  |  | 5.367  |
| 15—17 | 5.873  |  |  | 5.658  |
| 18—24 | 14.080 |  |  | 13.764 |
| 60+ | 7.922  |  |  | 9.107  |
| Просек : | 30,2   |  |  | 30,9   |

| #   | Индикатор                                                                                        | Вредност |
| --- | ------------------------------------------------------------------------------------------------ | -------- |
| 1   | Становништво од 0 до 2 године                                                                    | 10488    |
| 2   | Мушко становништво од 0 до 2 године                                                              | 5266     |
| 3   | Женско становништво од 0 до 2 године                                                             | 5222     |
| 4   | Становништво са 3 и више година                                                                  | 201659   |
| 5   | Мушко становништво са 3 и више година                                                            | 100153   |
| 6   | Женско становништво са 3 и више година                                                           | 101506   |
| 7   | Становништво са 5 и више година                                                                  | 194575   |
| 8   | Мушко становништво са 5 и више година                                                            | 96496    |
| 9   | Женско становништво са 5 и више година                                                           | 98079    |
| 10  | Становништво са 12 и више година                                                                 | 168859   |
| 11  | Мушко становништво са 12 и више година                                                           | 83409    |
| 12  | Женско становништво са 12 и више година                                                          | 85450    |
| 13  | Становништво са 15 и више година                                                                 | 158019   |
| 14  | Мушко становништво са 15 и више година                                                           | 77936    |
| 15  | Женско становништво са 15 и више година                                                          | 80083    |
| 16  | Становништво са 18 и више година                                                                 | 146488   |
| 17  | Мушко становништво са 18 и више година                                                           | 72063    |
| 18  | Женско становништво са 18 и више година                                                          | 74425    |
| 19  | Становништво од 3 до 5 година                                                                    | 10641    |
| 20  | Мушко становништво од 3 до 5 година                                                              | 5464     |
| 21  | Женско становништво од 3 до 5 година                                                             | 5177     |
| 22  | Становништво од 6 до 11 година                                                                   | 22159    |
| 23  | Мушко становништво од 6 до 11 година                                                             | 11280    |
| 24  | Женско становништво од 6 до 11 година                                                            | 10879    |
| 25  | Становништво од 8 до 14 година                                                                   | 25612    |
| 26  | Мушко становништво од 8 до 14 година                                                             | 12965    |
| 27  | Женско становништво од 8 до 14 година                                                            | 12647    |
| 28  | Становништво од 12 до 14 година                                                                  | 10840    |
| 29  | Мушко становништво од 12 до 14 година                                                            | 5473     |
| 30  | Женско становништво од 12 до 14 година                                                           | 5367     |
| 31  | Становништво од 15 до 17 година                                                                  | 11531    |
| 32  | Мушко становништво од 15 до 17 година                                                            | 5873     |
| 33  | Женско становништво од 15 до 17 година                                                           | 5658     |
| 34  | Становништво од 18 до 24 године                                                                  | 27844    |
| 35  | Мушко становништво од 18 до 24 године                                                            | 14080    |
| 36  | Женско становништво од 18 до 24 године                                                           | 13764    |
| 37  | Женско становништво од 15 до 49 година                                                           | 60794    |
| 38  | Становништво са 60 и више година                                                                 | 17029    |
| 39  | Мушко становништво са 60 и више година                                                           | 7922     |
| 40  | Женско становништво са 60 и више година                                                          | 9107     |
| 41  | Однос између мушкараца и жена                                                                    | 98.8     |
| 42  | Становништво од нуле до 14 година                                                                | 54128    |
| 43  | Становништво од 15 до 64 године                                                                  | 147110   |
| 44  | Становништво од 65 година и више                                                                 | 10909    |
| 45  | Просечан број деце                                                                               | 1.99     |
| 46  | Становништво рођено у ентитету                                                                   | 147979   |
| 47  | Мушко становништво рођено у ентитету                                                             | 72924    |
| 48  | Женско становништво рођено у ентитету                                                            | 75055    |
| 49  | Становништво рођено у другом ентитету                                                            | 62508    |
| 50  | Мушко становништво рођено у другом ентитету                                                      | 31613    |
| 51  | Женско становништво рођено у другом ентитету                                                     | 30895    |
| 52  | Становништво од 5 година и више резидентно у ентитету у јуну 2005. године                        | 179610   |
| 53  | Мушко становништво старосног доба од 5 година и више, резидентно у ентитету у јуну 2005. године  | 88547    |
| 54  | Женско становништво старосног доба од 5 и више година, резидентно у ентитету у јуну 2005. године | 91063    |
| 55  | Становништво од 5 година и више које је живело у другом ентитету у јуну 2005. године             | 13259    |
| 56  | Мушко становништво старије од 5 година које је живело у другом ентитету у јуну 2005. године      | 6996     |
| 57  | Женско становништво старије од 5 година које је живело у другом ентитету у јуну 2005. године     | 6263     |
| 58  | Становништво од 3 године и више које говори аутохтони језик                                      | 1350     |
| 59  | Мушко становништво старо 3 године и више које говори аутохтони језик                             | 769      |
| 60  | Женско становништво старо 3 године и више које говори аутохтони језик                            | 581      |
| 61  | Становништво од 3 године и више које говори аутохтони језик и не говори шпански језик            | 22       |
| 62  | Мушко становништво старо 3 године и више које говори аутохтони језик и не говори шпански         | 5        |
| 63  | Женско становништво старо 3 године и више које говори аутохтони језик и не говори шпански језик  | 17       |
| 64  | Становништво старо 3 године и више које говори аутохтони језик и шпански                         | 1085     |
| 65  | Мушко становништво старо 3 године и више које говори аутохтони језик и шпански                   | 630      |
| 66  | Женско становништво старо 3 године и више које говори аутохтони језик и шпански                  | 455      |
| 67  | Становништво од 5 година и више које говори аутохтони језик                                      | 1339     |
| 68  | Становништво од 5 година и више које говори аутохтони језик и не говори шпански језик            | 21       |
| 69  | Становништво од 5 година и више које говори аутохтони језик и говори шпански језик               | 1083     |
| 70  | Становништво у домородачким домаћинствима                                                        | 3062     |
| 71  | Становништво са ограничењима у активностима                                                      | 8326     |
| 72  | Становништво са ограниченим ходањем или кретањем, горе или доле                                  | 4878     |
| 73  | Становници са ограничењима вида, чак и уз кориштење сочива                                       | 2412     |
| 74  | Становништво са ограничењима говора, комуникације или конверзације                               | 770      |
| 75  | Становништво са ограниченим слухом                                                               | 838      |
| 76  | Становништво са ограничењима при одевању, купању или јелу                                        | 597      |
| 77  | Становништво са ограничењима у опажању или учењу једноставних ствари                             | 498      |
| 78  | Становништво са менталним ограничењима                                                           | 853      |
| 79  | Становништво без ограничења активности                                                           | 203203   |
| 80  | Становништво од 3 до 5 година које не похађа школу                                               | 4531     |
| 81  | Мушко становништво од 3 до 5 година које не похађа школу                                         | 2367     |
| 82  | Женско становништво од 3 до 5 година које не похађа школу                                        | 2164     |
| 83  | Становништво од 6 до 11 година које не похађа школу                                              | 389      |
| 84  | Мушко становништво од 6 до 11 година које не похађа школу                                        | 211      |
| 85  | Женско становништво од 6 до 11 година које не похађа школу                                       | 178      |
| 86  | Становништво од 12 до 14 година које не похађа школу                                             | 391      |
| 87  | Мушко становништво од 12 до 14 година које не похађа школу                                       | 228      |
| 88  | Женско становништво од 12 до 14 година које не похађа школу                                      | 163      |
| 89  | Становништво од 15 до 17 година похађа школу                                                     | 9229     |
| 90  | Мушко становништво од 15 до 17 година похађа школу                                               | 4588     |
| 91  | Женско становништво између 15 и 17 година живота у школи                                         | 4641     |
| 92  | Становништво од 18 до 24 године похађа школу                                                     | 11408    |
| 93  | Мушко становништво од 18 до 24 године похађа школу                                               | 5704     |
| 94  | Женско становништво од 18 до 24 године похађа школу                                              | 5704     |
| 95  | Становништво од 8 до 14 година које не може да чита и пише                                       | 446      |
| 96  | Мушко становништво старосног доба од 8 до 14 година које не може да чита и пише                  | 255      |
| 97  | Женско становништво старосног доби од 8 до 14 година које не може да чита и пише                 | 191      |
| 98  | Становништво од 15 година и више које је неписмено                                               | 2786     |
| 99  | Мушко становништво од 15 година и више које је неписмено                                         | 1204     |
| 100 | Женско становништво од 15 година и више које је неписмено                                        | 1582     |
| 101 | Становништво старо 15 и више година без школовања                                                | 3711     |
| 102 | Мушко становништво старо 15 и више година без школовања                                          | 1637     |
| 103 | Женско становништво старо 15 и више година без школовања                                         | 2074     |
| 104 | Становништво старосног доба 15 и више година са непотпуним основним образовањем                  | 9648     |
| 105 | Мушко становништво старосног доба од 15 година и више са непотпуном основним образовањем         | 4592     |
| 106 | Женско становништво старосног доба 15 и више година са непотпуном основним образовањем           | 5056     |
| 107 | Становништво старо 15 и више година са комплетним основним образовањем                           | 16287    |
| 108 | Мушко становништво старо 15 година и више са комплетним основним образовањем                     | 7838     |
| 109 | Женско становништво старо 15 и више година са комплетним основним образовањем                    | 8449     |
| 110 | Становништво старосног доба 15 и више година са непотпуним средњим образовањем                   | 8649     |
| 111 | Мушко становништво старосног доба од 15 година и више са непотпуним средњим образовањем          | 4960     |
| 112 | Женско становништво старосног доба од 15 година и више са непотпуним средњим образовањем         | 3689     |
| 113 | Становништво старо 15 и више година са пуним секундарном образовањем                             | 31397    |
| 114 | Мушко становништво старосног доба од 15 година и више са пуним секундарном образовањем           | 16231    |
| 115 | Женско становништво старосног доба од 15 година и више са пуним секундарном образовањем          | 15166    |
| 116 | Становништво старије од 18 година са постосновним образовањем                                    | 81637    |
| 117 | Мушко становништво старије од 18 година са постосновним образовањем                              | 40007    |
| 118 | Женско становништво старије од 18 година са постосновним образовањем                             | 41630    |
| 119 | Просечна оцена школовања                                                                         | 10.58    |
| 120 | Просечан ниво образовања мушке популације                                                        | 10.66    |
| 121 | Просечан ниво образовања женског становништва                                                    | 10.52    |
| 122 | Економски активно становништво                                                                   | 98286    |
| 123 | Економски активна мушка популација                                                               | 60539    |
| 124 | Економски активна женска популација                                                              | 37747    |
| 125 | Становништво које није економски активно                                                         | 70147    |
| 126 | Мушко становништво које није економски активно                                                   | 22628    |
| 127 | Женско становништво које није економски активно                                                  | 47519    |
| 128 | Запослено становништво                                                                           | 93735    |
| 129 | Запослено мушко становништво                                                                     | 57177    |
| 130 | Запослено женско становништво                                                                    | 36558    |
| 131 | Незапослена популација                                                                           | 4551     |
| 132 | Незапослена мушка популација                                                                     | 3362     |
| 133 | Незапослена женска популација                                                                    | 1189     |
| 134 | Становништво без права на здравствене услуге                                                     | 42742    |
| 135 | Становништво које има право на здравствене услуге                                                | 169216   |
| 136 | Становништво које има право на ИМСС                                                              | 94486    |
| 137 | Становништво које има право на социјално осигурање                                               | 44480    |
| 138 | Становништво које има право на државно социјално осигурање                                       | 731      |
| 139 | Становништво које има право на опште осигурање или здравствено осигурање за нову генерацију      | 24934    |
| 140 | Становништво које је било једном или није било у браку током 12 година и више                    | 60586    |
| 141 | Венчано или уједињено становништво од 12 година и више                                           | 90484    |
| 142 | Становништво које је било у браку или уједињено 12 година и више                                 | 17673    |
| 143 | Становништво са католичком религијом                                                             | 182528   |
| 144 | Протестанти, еванђелисти и библијски следбеници различити од еванђелиста                         | 16989    |
| 145 | Становништво са другим религијама различитим од претходних                                       | 207      |
| 146 | Становништво без религије                                                                        | 11623    |
| 147 | Укупно пописаних домаћинства                                                                     | 60929    |
| 148 | Пописна домаћинства на челу са мушкарцима                                                        | 44869    |
| 149 | Пописна домаћинства на челу са женама                                                            | 16060    |
| 150 | Становништво у пописним домаћинствима                                                            | 211611   |
| 151 | Становништво у пописним домаћинствима на челу са мушкарцима                                      | 163055   |
| 152 | Становништво у пописним домаћинствима на челу са женама                                          | 48556    |
| 153 | Укупно домаћинстава                                                                              | 75238    |
| 154 | Укупно насељених домаћинстава                                                                    | 61947    |
| 155 | Укупно приватних кућа                                                                            | 74220    |
| 156 | Насељени приватни домови                                                                         | 60929    |
| 157 | Укупно насељених приватних кућа                                                                  | 61921    |
| 158 | Ненасељене приватне куће                                                                         | 10206    |
| 159 | Појединачна домаћинства за привремену употребу                                                   | 3085     |
| 160 | Становници у насељеним приватним кућама                                                          | 211611   |
| 161 | Насељеност станара у приватним становима                                                         | 3.47     |
| 162 | Просечно становника по соби у приватним насељеним домаћинствима                                  | 0.9      |
| 163 | Појединачна домаћинства са подовима од различитих материјала од земље                            | 59454    |
| 164 | Појединачна домаћинства у приземљу                                                               | 1307     |
| 165 | Појединачна домаћинства са једном спаваћом собом                                                 | 17049    |
| 166 | Појединачна домаћинства са две спаваће собе и више                                               | 43776    |
| 167 | Појединачна домаћинства са једним собом                                                          | 3200     |
| 168 | Појединачна домаћинства са две собе                                                              | 6692     |
| 169 | Појединачна домаћинства са 3 собе и више                                                         | 50889    |
| 170 | Појединачна домаћинства која имају електрично светло                                             | 60311    |
| 171 | Појединачна домаћинства која немају електрично светло                                            | 549      |
| 172 | Појединачна домаћинства која имају водоводну воду у стамбеном простору                           | 58912    |
| 173 | Појединачна домаћинства која немају водоводну воду у стамбеном простору                          | 1877     |
| 174 | Појединачна домаћинства која имају тоалет                                                        | 60511    |
| 175 | Појединачна домаћинства која имају канализацију                                                  | 60197    |
| 176 | Појединачна домаћинства која немају канализацију                                                 | 606      |
| 177 | Појединачна домаћинства која имају електрично светло, довод воде из јавне мреже и канализацију   | 58638    |
| 178 | Појединачна домаћинства без икаквих услова                                                       | 211      |
| 179 | Појединачна домаћинства која имају радио                                                         | 50230    |
| 180 | Појединачна домаћинства која имају телевизор                                                     | 59624    |
| 181 | Појединачна домаћинства која имају фрижидер                                                      | 58611    |
| 182 | Појединачна домаћинства која имају машину за веш                                                 | 46828    |
| 183 | Појединачна домаћинства која имају аутомобил или комби                                           | 46116    |
| 184 | Појединачна домаћинства која имају рачунар                                                       | 32462    |
| 185 | Појединачна домаћинства која имају фиксну телефонску линију                                      | 33971    |
| 186 | Појединачна домаћинства која имају мобилни телефон                                               | 54759    |
| 187 | Појединачна домаћинства која имају приступ интернету                                             | 27026    |
| 188 | Величина локације                                                                                | 11       |